# Mi è semblato di vedele un gatto
Mi è semblato di vedele un gatto (I Tawt I Taw a Puddy Tat storpiatura di "I thought I saw a pussy cat") è un cortometraggio d'animazione del 2011 con protagonisti Titti, Silvestro e la Nonna, è il primo cortometraggio dei Looney Tunes in 3D che mostra questi personaggi, inoltre è il primo cortometraggio dei Looney Tunes musicale. La voce dei due animali è fornita da Mel Blanc, che incise la canzone negli anni cinquanta, mentre la Nonna è doppiata dalla sua doppiatrice storica June Foray.

## Trama
La storia parte con Titti che canta nella sua gabbietta e viene inseguito invano da Silvestro (come nelle classiche gag). In ultimo cerca di mangiarlo mentre sta sulla sedia ma sveglia la padrona, la quale inizia a picchiare il povero gatto, fino a che Silvestro inizia a cantare assieme a Titti, all'ultimo minuto prende il canarino e scappa, la nonna lo vede e gli lancia in testa il pianoforte, il corto termina con il canarino che dice "Povelo micione!".

## Distribuzione

### Edizione home video
L'omonimo cortometraggio è stato editato in home video come contenuto speciale di Happy Feet 2 e di Looney Tunes: Due conigli nel mirino.